# Mina (歌手)
Mina（1977年12月29日—），日本女歌手。MAX成員。本名，舊姓。出身於沖繩縣那霸市。

## 來歷
- 那霸市立壺屋小學（日语：那覇市立壺屋小学校）[1]、那霸市立真和志中學（日语：那覇市立真和志中学校）[2]畢業。
- 出道前從沖繩演員學校開始以惠妮·休斯頓為目標，以出色的歌唱能力聞名。並憑藉歌唱實力作為武器，在無數的比賽中獲獎。
- 小學6年級暑假參加琉球放送當地節目《炎熱夜晚 愛島沖繩》暑假兒童卡拉OK比賽特集（琉球放送，1989年8月1日播出），演唱「Strawberry Time（日语：Strawberry Time）」。向節目主持人做自我介紹說「曾經是壺屋小學的學生會長」[a]。
- 14歲出道，中學畢業後來到東京，因此透露自己沒有參加過高中入學考試[3]。
- 1992年4月，作為SUPER MONKEY'S之一開始演藝活動。
- 1993年，從5名成員轉變為4名成員，同時全員從沖繩演員學校正式畢業，移居東京。
- 1994年8月開始在日本電視台系列綜藝節目《That's 娛樂之宴（日语：夜も一生けんめい。）》常駐演出。
- 1995年4月開始在日本電視台系列綜藝節目《THE今夜暢銷進行曲（日语：THE夜もヒッパレ）》常駐演出。與此同時，除了安室奈美惠以外的4名成員將以MAX開始活動。在MAX與Reina一起擔任主唱。即使MAX推出單曲CD出道、安室加入avex之後，4人除了作為安室的伴舞團參加了單曲《Body Feels EXIT》和《Chase the Chance》之外，並以組合名義舉辦現場演出，繼續5人活動。
- 1996年3月～5月，舉辦首次全國巡演「mistio（日语：mistio） presents AMURO NAMIE with SUPER MONKEY'S TOUR '96」，包含在日本武道館、大阪城展演廳（21號禮堂演出）進行。此時由於安室的高潮和MAX的突破，兩邊分開活動變得引人注目，5人一起在電視上的演出也明顯減少。同年8月至9月，舉辦戶外演唱會「SUMMER PRESENTS '96 AMURO NAMIE with SUPER MONKEY'S」。9月1日，即5人活動的最後一天，於千葉海洋球場的公演結束後，暫停了團體活動（實際上已解散），從此專注於各項活動。
- 2000年代開始成為時尚領袖，登上與本身藝名同名的女性時尚雜誌《mina（日语：mina (雑誌)）》（主婦之友社（日语：主婦の友社））創刊號的封面。
- 2002年1月30日與演唱會工作人員結婚。同年3月因為懷孕退出MAX[4]。現在是一男一女的母親。
- 2007年在沖繩當地電視節目《沖繩偶像（日语：沖縄んアイドル）》擔任舞蹈老師，令她重新開始演藝活動的意向更加強烈，在與成員和工作人員商量後，於2008年10月回歸MAX[4]。
- 2009年，於那霸馬拉松（日语：NAHAマラソン）花了6小時12分7秒（大會時間5小時57分33秒）跑完全程。

## 人物
- 身高154cm。A型血。
- 黑色長髪為其特徵。有撥頭髮的習慣。
- 特長：料理。因此SUPER MONKEY'S時代為全員做飯和便當。

## 逸事
- 1996年11月上TBS系列音樂節目《歌番》時，被該節目的主持人石橋貴明（隧道二人組）問說「妳曾被稱為“御手洗糰子（日语：みたらし団子）”嗎？」，「糰子」的暱稱就這樣由來。節目中也播放了Mina在14歲時上《KATO&KEN電視剋星（日语：KATO&KENテレビバスターズ）》的影片，看到了Mina拿著躲避球的石橋調侃她說「我不知道哪個是躲避球！」。
- 沒有舉行婚禮。生下長子後，一面為MAX的事一面育兒而精神不振，移居了沖繩。即使回歸MAX之後，仍然繼續通勤從沖繩到東京，但近年已搬入東京。
- 她說面對準備考高中的女兒和考大學的兒子，養育孩子很辛苦[3]。

## 演出

### 電視節目
- 一直記著DON！（日语：おもいッきりDON!）（2009年3月31日—9月29日，日本電視台系列）—週二常駐（天久美奈子 名義）
- 沖繩HOTeye（日语：おきなわHOTeye）「我與沖繩戰」（2020年6月11日，NHK沖繩放送局）—採訪演出

### 電視劇
- STATION（日语：STATION (漫画)#テレビドラマ） 第3話（1995年，日本電視台）—飾 不良女高中生
- 湘南利物浦學院（日语：湘南リバプール学院）（1995年，富士電視台）
- 甜蜜的惡魔（日语：スウィートデビル）（1998年，朝日電視台）—飾 今井灯子

### 電影
- 麗霆゛子 Ladies!! MAX（日语：麗霆゛子#麗霆゛子 レディース!!MAX）（1996年，PAL企劃（日语：パル企画））—飾 朝岡久美子
- Give me a Shake Ladies MAX（日语：麗霆゛子#Give me a Shake レディースMAX）（1997年，PAL企劃）—飾 MINA

### 音樂
- 《極EURO BEST》「晴天愉快」（2011年3月2日發行）—翻唱收錄。

### 音樂活動
- Mama Holi 2021 ～Genking Live（2021年12月11日，品川恆星球（日语：アクアパーク品川#ステラボール））[5]

## 腳註

## 外部連結
- Mina (MAX)的Instagram帳戶 （日語）